# 지방도 제811호선
지방도 제811호선은 전라남도 무안군 몽탄면 사창리에서 함평군 손불면 월천리삼거리를 잇는 전라남도의 지방도이다.
무안군 무안읍 ~ 함평군 엄다면 구간에서 국도 제1호선과 중복되며, 중복되는 구간에 무안 나들목이 있어 서해안고속도로를 이용할 수 있다.
1983년에는 노선명이 '목포 ~ 현경선'이었다가 1995년 12월 8일 '몽탄 ~ 무안선'으로 단축되었고 1996년 11월 25일 다시 '목포 ~ 무안선'으로 연장되었다.

## 연혁
- 1983년 12월 14일 : 도로 확포장공사를 위해 무안군 몽탄면 다산리 ~ 약곡리 4.84km 구간과 목포시 석현동 ~ 무안군 일로읍 월암리 7.06km 구간 도로구역 변경[1]
- 1984년 12월 10일 : 도로 확포장공사를 위해 무안군 몽탄면 약곡리 ~ 일로읍 월암리 9.161km 구간 도로구역 변경[2]
- 1985년 12월 23일 : 기점을 '목포시 석현동', 종점을 '무안군 현경면 평산리'로 명시하고 도로개량이 완료된 목포시 석현동 910m 구간과 무안군 삼향면 임성리 ~ 일로읍 월암리 4.408km 구간, 무안군 몽탄면 약곡리 ~ 무안읍 성동리 9.938km 구간, 무안군 무안읍 교촌리 ~ 현경면 평산리 7.41km 구간 도로예정지 해제[3]
- 1987년 1월 22일 : 목포시 석현동 ~ 무안군 현경면 평산리 38.34km 구간 도로예정지 해제[4]
- 1988년 1월 4일 : 목포시 석현동 ~ 무안군 현경면 평산리 37.43km 구간 도로예정지 해제[5]
- 1994년 10월 10일 : 1996년까지 무안 ~ 현경간 도로(무안군 무안읍 성동리 ~ 현경면 외반리) 확포장공사를 위해 6.6km 도로구역 변경[6]
- 1995년 12월 8일 : 기점을 기존 목포시 석현동에서 '무안군 몽탄면 청용리'로 단축하고 종점을 무안군 현경면 평산리에서 '무안군 무안읍 성동리'로 단축함. 이에 따라 노선명을 '목포 ~ 현경선'에서 '몽탄 ~ 무안선'으로 변경하고 총 연장 16.1km가 됨.[7]
- 1996년 4월 1일 : 1996년 12월까지 선형개량공사를 위해 무안군 몽탄면 다산리 800m 구간 도로구역 변경[8]
- 1996년 11월 25일 : 국가지원지방도 지정으로 인해 기점을 기존 무안군 몽탄면 청용리에서 '무안군 삼향면 임성리'로 연장함. 이에 따라 노선명을 '몽탄 ~ 무안선'에서 '목포 ~ 무안선'으로 변경하고 총 연장 31.4km가 됨.[9]
- 2002년 2월 27일 : 2006년 12월까지 일로 ~ 임성간 도로(목포시 석현동 ~ 무안군 일로읍 월암리) 확포장공사를 위해 7.28km 구간 도로구역 변경[10]
- 2003년 3월 27일 : 기점을 무안군 몽탄면 청용리에서 '무안군 몽탄면 사창리'로 단축하고, 종점을 무안군 무안읍 성동리에서 '함평군 손불면 월천리'로 연장함. 이에 따라 노선명을 '몽탄 ~ 무안선'에서 '몽탄 ~ 손불선'으로 변경하고 총 연장 38.5km가 됨.[11]
- 2005년 7월 5일 : 2006년 12월까지 용산지구(무안군 일로읍 상신리 ~ 몽탄면 청룡리) 개량공사를 위해 1.184km 구간 도로구역 변경[12]
- 2008년 2월 5일 : 일로 ~ 임성간 도로 공사기간을 2009년 12월까지로 연기[13]
- 2009년 1월 13일 : 2012년 12월까지 석성 ~ 가동간 도로(함평군 함평읍 석성리 ~ 가동리) 확포장공사를 위해 3.932km 구간 도로구역 변경[14]
- 2010년 11월 26일 : 2013년 12월까지 엄다 ~ 자풍간 도로(함평군 엄다면 엄다리 ~ 함평읍 자풍리) 확포장공사를 위해 5.2km 구간 도로구역 변경[15]
- 2012년 3월 5일 : 석성 ~ 가동간 도로(함평군 함평읍 석성리 ~ 가동리) 3.9km 구간 확장 개통[16]
- 2014년 6월 26일 : 엄다 ~ 자풍간 도로 공사기간을 2016년 12월까지로 연기[17]
- 2014년 7월 17일 : 2019년까지 무안 ~ 몽탄간 도로(무안군 무안읍 성동리 ~ 몽탄면 사창리) 확포장공사를 위해 6.216km 구간 도로구역 변경[18]
- 2016년 6월 30일 : 엄다 ~ 자풍간 도로(함평군 엄다면 엄다리 ~ 함평읍 자풍리) 5.2km 구간 확장 개통[19]

## 주요 경유지
- 무안군
  - 몽탄면 (미개통 구간 : 사창리) - 무안과선교 - 무안역 - 몽탄면사창리 교차로 - 다산리
  - 무안읍 성암리 - 무안종합병원 - 성동삼거리 - 성동리 - 송촌교
- 함평군
  - 엄다면 무안 나들목 - 엄다리 - (1차선 구간 : 엄다중학교 (폐교) - 송로리)
  - 함평읍 (1차선 구간 : 신계리 - 성남리 - 자풍리) - 자풍삼거리 - 만흥리 - 장교리 - 장교사거리 - 옥산리 - 가동삼거리 - 가동리 - 석성3리 교차로 - 돌머리1 교차로 (돌머리해변) - 석성리 - 주포삼거리 - 주포교
  - 손불면 주포교 - 신흥삼거리 - 궁산리 - 석창리 (해석마을) - (미개통 구간 : 석창리 - 산남리 - 백옥리) - 백옥교 - 손불면월천리 교차로 - 월천리삼거리

## 중복 구간
- 무안군 무안읍 성동삼거리 ~ 성동리 : 국가지원지방도 제60호선과 중복
- 무안군 무안읍 성동리 : 국도 제1호선과 중복

## 도로명
- 무안군 몽탄면 사창리 ~ 몽탄면사창리 교차로 : 학산길, 우명길
- 무안군 몽탄면 몽탄면사창리 교차로 ~ 무안읍 성동삼거리 : 몽탄로
- 무안군 무안읍 성동삼거리 ~ 성동리 : 무안로
- 무안군 무안읍 성동리 ~ 함평군 엄다면 엄다중학교 : 영산로
- 함평군 엄다면 엄다중학교 ~ 신계리 : 신송길
- 함평군 함평읍 자풍리 : 자풍길
- 함평군 함평읍 자풍리 ~ 장교사거리 : 작동신풍길
- 함평군 함평읍 장교사거리 ~ 옥산리 : 자명동길
- 함평군 함평읍 옥산리 ~ 가동삼거리 : 지우재길
- 함평군 함평읍 가동삼거리 ~ 돌머리1 교차로 : 돌머리길
- 함평군 함평읍 돌머리1 교차로 ~ 주포삼거리 : 주포로
- 함평군 함평읍 주포삼거리 ~ 손불면 석창리 (해석마을) : 석산로
- 함평군 손불면 백옥교 ~ 월천리삼거리 : 석산로